# Henri Ier de Vaudémont
 (mai 2025).
Si vous disposez d'ouvrages ou d'articles de référence ou si vous connaissez des sites web de qualité traitant du thème abordé ici, merci de compléter l'article en donnant les références utiles à sa vérifiabilité et en les liant à la section « Notes et références ».
Henri Ier de Vaudémont, né vers 1232, mort en 1278 est comte de Vaudémont de 1244 à 1278 et comte d'Ariano de 1271 à 1278. Il est fils de Hugues III, comte de Vaudémont, et de Marguerite de Bar.
Henri étant mineur à la mort de son père, la régence est assurée par Henri de Bois, chevalier, qui avait épousé Marguerite de Bar sa mère. Il fut déclaré majeur en juillet 1247.
En 1251, l'évêque de Toul, menacé par les bourgeois de sa ville appelle le comte de Bar Thiébaut II à son secours. Celui-ci se fait accompagner par Henri de Vaudémont, son cousin et vassal, et assiège Toul.
Henri accompagne ensuite Thiébaut qui soutient Gui de Dampierre dans le conflit de succession des comtés de Hainaut et de Flandre, mais ils sont vaincus à West-Capelle le 4 juillet 1253 par Florent V, comte de Hollande et Jean d'Avesnes. 
En 1260, l'évêque de Metz Jacques de Lorraine meurt. Le comte de Bar et le duc de Lorraine Ferry III ont chacun leur candidat, et c'est celui de Lorraine, Philippe de Florange, qui est élu. En représailles, Thiébaut de Bar ravage le Messin et Ferry III attaque Henri de Vaudémont qui le bat à Vaxoncourt. D'autre conflits suivront, où il se fera une réputation d'homme de guerre vaillant et habile.
C'est grâce à cette réputation qu'il accompagne Charles d'Anjou à la conquête du royaume de Sicile en 1265. Il retourne en Sicile en 1270 et reçoit le 16 février 1271 le comté d'Ariano, puis le 13 mars 1271 la charge de vicaire général de Toscane. Il effectue également quelques missions diplomatiques en Grèce (principauté d'Achaïe et duché d'Athènes).
Il épouse vers 1251 Marguerite de La Roche, fille de Guy de La Roche, duc d'Athènes, et a :
- Renaud († 1279), comte de Vaudémont et d'Ariano ;
- Henri II († 1299), comte de Vaudémont et d'Ariano ;
- Jacques († 1299), seigneur de Blainville et de Bettingen, mariée Jeanne, une fille de Simon IV de Sarrebruck-Commercy ;
- Gui († 1299), chanoine à Toul ;
- Catherine, mariée à Charles de Lagonesse, maréchal de Sicile ;
- Alix, mariée à Louis de Roeriis ;
- Marguerite, marié en 1271 à Thomas de Saint-Séverin, comte de Marsico.

## Sources
- Michel François, Histoire des comtes et du comté de Vaudémont des origines à 1473, Nancy, Imprimeries A. Humblot et Cie, 1935, 459 p. [détail des éditions].